# Agnes Conway
Agnes Ethel Conway (2 mai 1885 - 1950), plus tard Agnes Horsfield, est une écrivaine, historienne et archéologue britannique qui travaille au Moyen-Orient de 1929 à 1936. Peut-être mieux connue pour ses fouilles à Pétra et Kilwa, elle a également produit des publications sur l'histoire du Château d'Allington (en) qui appartenait à la famille Wyatt au XVIe siècle.

## Vie privée
Agnes Conway est née en 1885 de William Martin Conway, lui-même historien de l'art, collectionneur, explorateur et homme politique et de Katrina Conway (née Lombard). Elle fréquente la Baker Street High School et le Kings College avant de devenir étudiante au Newnham College de Cambridge de 1903 à 1907,.
Après avoir réussi les deux parties de ses History Tripos en 1907, Conway améliore et catalogue la collection de photographies d'objets de son père, travaillant avec Eugénie Sellers Strong à la British School de Rome en 1912 sur ce projet.
Alors qu'il travaille avec lui à Petra, Conway épouse George Horsfield, un collègue archéologue, dans la cathédrale Saint-Georges de Jérusalem en janvier 1932. Ils vivent ensemble à Jerash jusqu'en 1936, puis commencent à voyager autour de la Méditerranée. Finalement, ils retournent en Angleterre et y restent jusqu'à sa mort en 1950. Elle laisse ses papiers familiaux à la médiéviste et historienne de l'art Joan Evans, qui écrit un ouvrage sur la famille. Ces documents sont maintenant conservés à la Bibliothèque de l'université de Cambridge, après avoir été donnés par Evans en 1966.

## Carrière
Bien que Conway ait principalement étudié l'histoire ancienne pour un tripos d'histoire au Newnham College de Cambridge, elle étudie également le grec avec Jane Ellen Harrison, classiste reconnue puis maître de conférences en archéologie classique à Newnham.
Admise comme étudiante à la British School d'Athènes pour la session 1913/1914, Conway voyage beaucoup en Grèce et dans les Balkans en 1914 avec une amie, Evelyn Radford, qui a également fréquenté Newnham. Elle publie un récit du voyage en 1917, intitulé "A Ride through the Balkans, on Classic Ground with a Camera". Son récit comprend des photographies prises de réfugiés et des séquelles de la guerre à côté d'un texte racontant son voyage et ses rencontres.
De 1917 à 1929, Conway travaille à la collecte de documents représentant le travail des femmes pendant la Première Guerre mondiale en tant que présidente du sous-comité du travail des femmes du nouveau Musée impérial de la guerre,. Elle est conservatrice de la section du travail des femmes de l'Imperial War Museum et est nommée secrétaire honoraire du comité des femmes entre 1917 et 1920.
Peu de temps après la guerre, Conway commence à étudier à Londres à l'Institute of Historical Research sur l'histoire économique de l'Angleterre du XVIe siècle, un sujet sur lequel elle est revenue dans des publications ultérieures. Son père, William Martin Conway, a acheté le château d'Allington dans le Kent en 1905, et a commencé une longue restauration du château dans les années suivantes. Au cours de cette période, Conway publie plusieurs articles relatifs au château et à la famille Wyatt ,.
Conway visite Pétra pour la première fois en 1927, accompagnant des amis de la famille lors d'un long voyage à travers le Moyen-Orient : Égypte, Palestine, Transjordanie et Irak. Elle contacte George Horsfield, inspecteur en chef des antiquités du gouvernement de Transjordanie, afin d'en savoir plus sur le site ; faisant finalement partie d'une équipe d'archéologues, dont Horsfield, Tawfiq Canaan, un médecin palestinien, et le Dr Detlief Nielsen, de Copenhague, pour explorer Petra en détail en mars 1929. Conway donne une conférence sur Petra à la Royal Geographical Society en 1930, dans une conférence intitulée Notes historiques et topographiques sur Edom : avec un compte rendu des premières fouilles à Petra. Elle publie un article correspondant à l'exposé portant le même titre, également la première publication de toute fouille archéologique à Pétra, co-écrit avec George Horsfield. Elle et Horsfield publient des rapports sur le site dans les années 1930 et 1940.
En 1932, Conway visite Kilwa avec Horsfield et Nelson Glueck, alors directeur de l'American School of Oriental Research à Jérusalem. Cette expédition de cinq jours produit un article co-écrit par les trois en 1933.

## Ouvrages

### Livres
- (avec Martin Conway) The Children's Book of Art  (1909). Londres : Adam et Charles Black.
- A Ride Through the Balkans, on Classic Ground with a Camera (1917). London: R. Scott.
- (with a chapter by Edmund Curtis) Henry VII's relations with Scotland and Ireland, 1485-1498 (1932). Cambridge: Cambridge University Press.

### Articles
- 'The Owners of Allington Castle, Maidstone (1086-1279)'.. 1911. Archéologie Cantiana . 29 : 1-40.
- 'The Family of William Longchamp, Bishop of Ely, Chancellor and Juticiar of England, 1190—1191'. Archéologie Cantiana . 36 : 15-42[21].
- 'The Wyatt Mss. in the Possession of the Earl of Romney'. 1924. Bulletin of the Institute of Historical Research. 1 (3): 73-76. doi:10.1111/j.1468-2281.1924.tb01314.x. ISSN 0950-3471.
- 'The Maidstone Sector of Buckingham's Rebellion Act, Oct. 18, 1483'. 1925. Archaeologia Cantiana. 37:97-120[22].
- (Avec George Horsfield) 'Historical and Topographical Notes on Edom: with an account of the first excavations at Petra'. 1930. The Geographical Journal. 76 (5): 369-390. doi:10.2307/1784200
- (Avec George Horsfield and Nelson Glueck) 'Prehistoric Rock-Drawings in Transjordan'. 1933. The American Journal of Archaeology. 37 (3): 381-386. doi:10.2307/498950
- (Avec George Horsfield) Sela-Petra, The Rock of Edom and Nabatene I. The Topography of Petra. II. Houses. 1938. Quarterly of the Department of Antiquities of Palestine 7: 1–42.
- (Avec George Horsfield) Sela-Petra, the Rock, of Edom and Nabatene. III. Excavations. 1938. Quarterly of the Department of Antiquities of Palestine 8: 87–115.
- (Avec George Horsfield) Sela-Petra, the Rock, of Edom and Nabatene. IV. The Finds. 1942. Quarterly of the Department of Antiquities of Palestine 9: 105–204.